# Княжево (Моркиногорское сельское поселение)
Княжево — деревня в Бежецком районе Тверской области. Входит в состав Моркиногорского сельского поселения.

## География
Находится в восточной части Тверской области на расстоянии приблизительно 38 км по прямой на юго-запад от районного центра города Бежецк.

## История
Деревня была отмечена еще на карте 1825 года. В 1859 году здесь (тогда сельцо Княживо Бежецкого уезда Тверской губернии) было учтено 12 дворов, в 1978 — 21.

## Население
Численность населения: 86 человек (1859 год), 7 (русские 100 %) в 2002 году, 9 в 2010.